# Dirk Wayenberg
Pour les articles homonymes, voir Wayenberg.
Dirk Wayenberg (né le 14 septembre 1955 à Grammont et mort le 15 mars 2007 à Temse) est un coureur cycliste et directeur sportif belge. Professionnel de 1977 à 1989, il a disputé le Tour de France à cinq reprises et a été lanterne rouge du Tour de France 1988. À la fin de sa carrière de coureur, il devient directeur sportif de Humo-TW Rock, puis de Tulip Computers de 1990 à 1992.

## Palmarès

### Palmarès amateur
- 1975
  - 4e étape du Tour du Limbourg amateurs
- 1977
  - 1re étape du Tour du Hainaut occidental
  - 2e du Tour du Hainaut occidental

### Palmarès professionnel
- 1978
  - Omloop van het Zuidwesten
- 1983
  - Prologue du Tour d'Andalousie (contre-la-montre par équipes)
- 1984
  - 2e du Grand Prix Paul Borremans
- 1985
  - 2e étape du Tour d'Italie (contre-la-montre par équipes)
- 1986
  - Grand Prix Paul Borremans

## Résultats sur les grands tours

### Tour de France
5 participations
- 1980 : 67e du classement général
- 1981 : 107e du classement général
- 1982 : 117e du classement général
- 1984 : abandon (14e étape)
- 1988 : 151e du classement général

### Tour d'Italie
2 participations
- 1983 : 133e du classement général
- 1985 : 124e du classement général, vainqueur de la 2e étape (contre-la-montre par équipes)

### Tour d'Espagne
1 participation
- 1987 : abandon (6e étape)